# Ervín Adamec
Ervín Adamec (1. července 1909 – 12. dubna 1988) byl český a československý politik Československé strany socialistické a poúnorový poslanec Národního shromáždění ČSSR a Sněmovny lidu Federálního shromáždění.

## Biografie
Ve volbách roku 1964 byl zvolen za ČSS do Národního shromáždění ČSSR za Severomoravský kraj. V Národním shromáždění zasedal až do konce volebního období parlamentu v roce 1968.
K roku 1968 se profesně uvádí jako strojní zámečník z obvodu Bílovec.
Po federalizaci Československa usedl roku 1969 do Sněmovny lidu Federálního shromáždění (volební obvod Bílovec), kde setrval do konce volebního období, tedy do voleb v roce 1971.